# Districtul Chiang Klang
Chiang Klang (în thailandeză เชียงกลาง) este un district (Amphoe) din provincia Nan, Thailanda, cu o populație de 28.234 de locuitori și o suprafață de 277,115 km².

## Componență
Districtul este subdivizat în 6 subdistricte (tambon), care sunt subdivizate în 59 de sate (muban).
| Nr. | Nume            | În thailandeză | Sate | Locuitori |  |
| --- | --------------- | -------------- | ---- | --------- |  |
| 1.  | Chiang Klang    | เชียงกลาง       | 12   | 7,643     |  |
| 2.  | Puea            | เปือ            | 15   | 6,970     |  |
| 3.  | Chiang Khan     | เชียงคาน        | 5    | 1,699     |  |
| 4.  | Phra That       | พระธาตุ         | 10   | 3,860     |  |
| 8.  | Phaya Kaeo      | พญาแก้ว         | 7    | 3,412     |  |
| 9.  | Phra Phutthabat | พระพุทธบาท      | 10   | 5,289     |  |

The missing numbers are the tambon which now form Song Khwae district.